# Canela (Chili)
Canela is een gemeente in de Chileense provincie Choapa in de regio Coquimbo. Canela telde 9.093 inwoners in 2017 en heeft een oppervlakte van 2197 km².
- Virtual International Authority File: 128627302